# Spark SRT 05E
Chronologie des modèles (2018)
Spark-Renault SRT 01E Formule E Gen3
La Spark SRT 05E est une voiture électrique de compétition de type monoplace, créée pour participer au championnat de Formule E FIA. Seule voiture homologuée pour courir dans la catégorie Formule E, elle est utilisée à partir de la cinquième saison (2018-2019) de la discipline.

## Présentation
Conçue et construite par l'entreprise de Frédéric Vasseur Spark Racing Technology (SRT) et la firme italienne Dallara, la Spark SRT 05E, appelée aussi « Spark Gen2 » ou « Gen2 » (pour « génération 2 »), succède à la Spark-Renault SRT 01E. D'un design entièrement nouveau, elle dispose, pour ses caractéristiques principales, de batteries plus puissantes et d'un nouvel élément de protection des pilotes désormais imposé à toutes les catégories de monoplaces FIA, le Halo. Ce dernier est doté d'un système LED indiquant aux spectateurs le mode de la voiture : « Attaque » en magenta, ou « Course », en bleu.
Le poids minimum avec pilote passe à 900 kg, dont 385 kg de batteries.

## Technologies

### Batteries
La Spark SRT 05E utilise des batteries de propulsion développées par McLaren Applied Technologies. La capacité (54 kWh) est doublée par rapport à la première génération.

### Pneumatiques
Les voitures sont chaussées de pneus de dix-huit pouces. La réglementation rend obligatoire l'utilisation de pneus mixtes rainurés (sec/pluie). Le fournisseur officiel du plateau est Michelin. Chaque pilote ne peut utiliser que deux jeux de pneus pour tout le week-end de course.

## Performances
La Gen2 passe de 0 à 100 km/h en 2,8 secondes et atteint une vitesse de pointe de 280 km/h.
Grâce à la nouvelle capacité des batteries, le changement de véhicule à mi-course nécessaire pour courir la distance dans les saisons précédentes est devenu inutile.

## Galerie

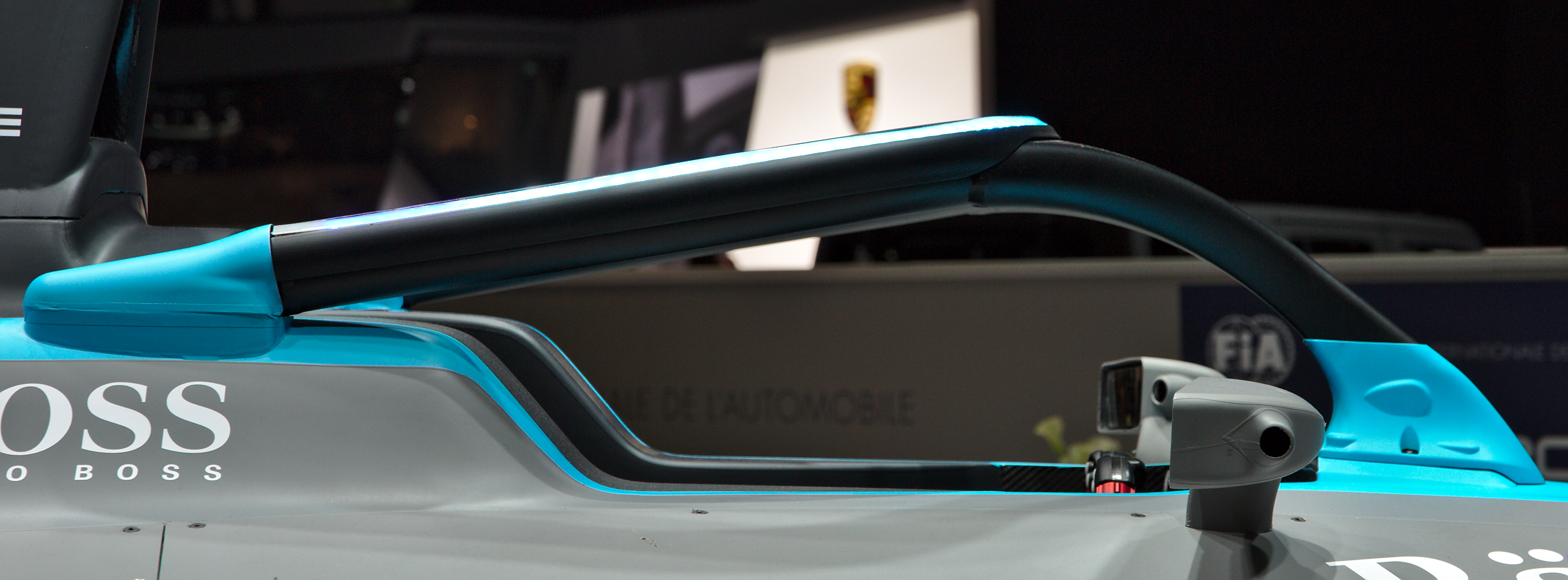
Le Halo, nouvel élément de sécurité de la Spark SRT 05E.
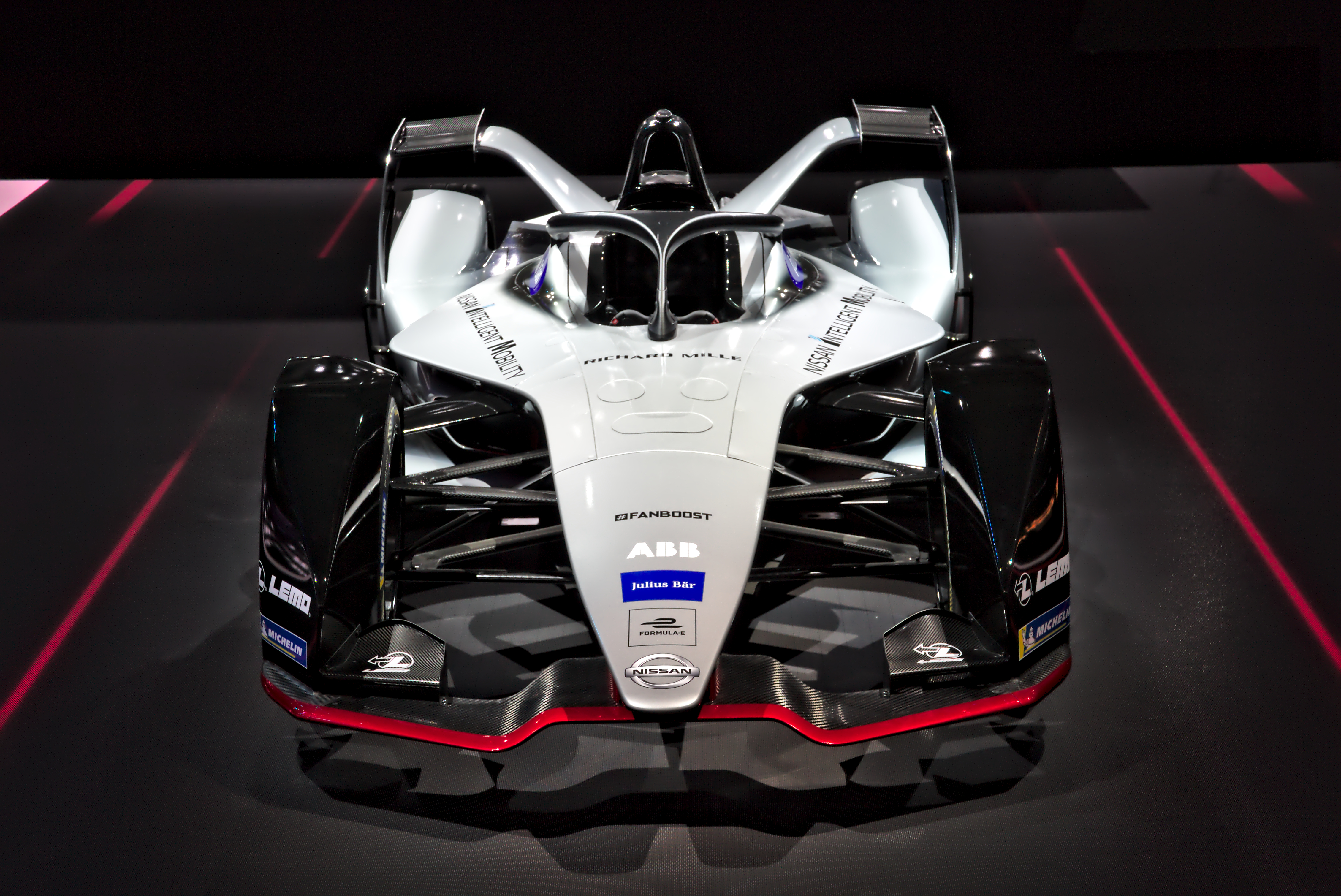
La Nissan e.Dams 2018.
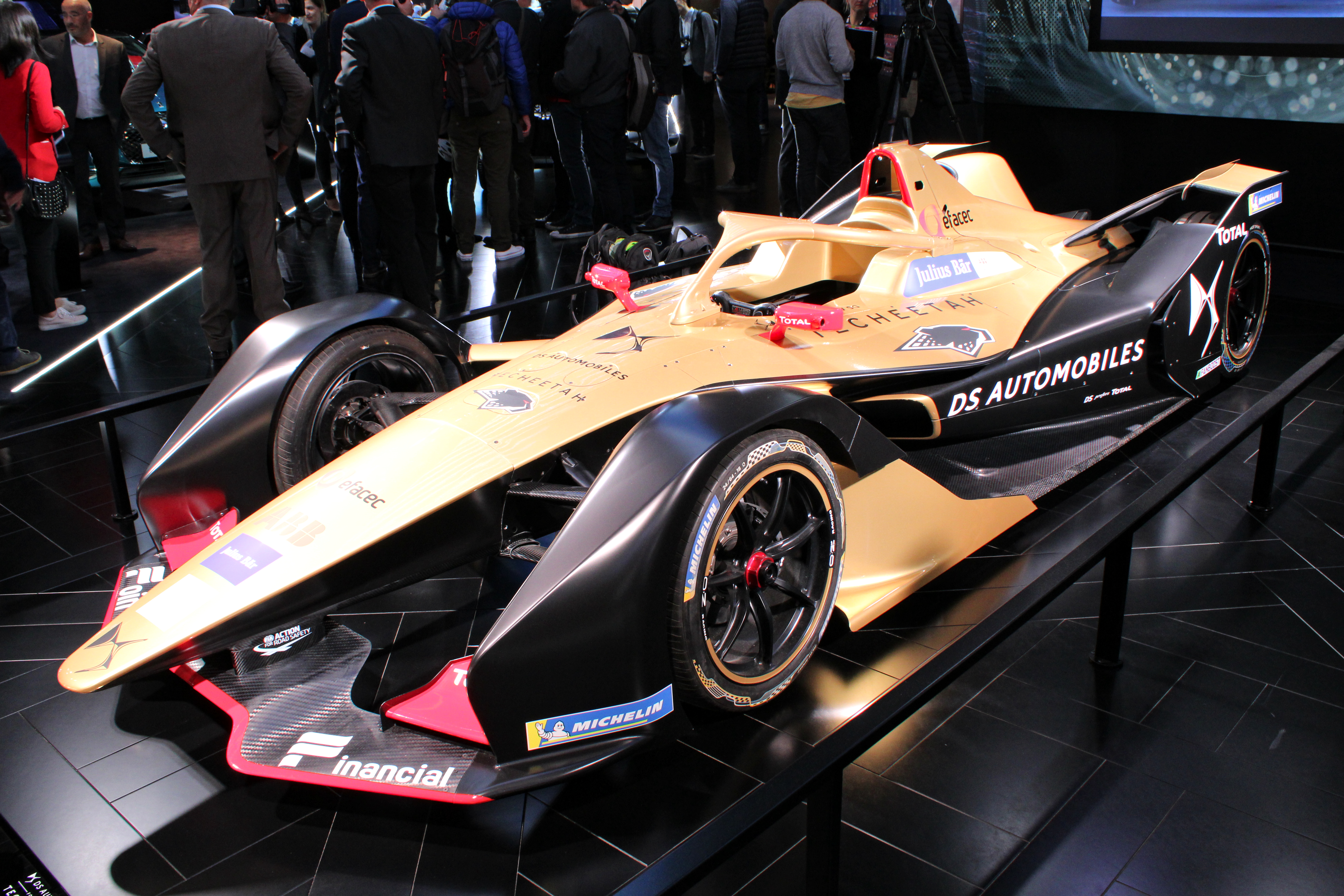
La Techeetah présentée au Paris Motor Show 2018.
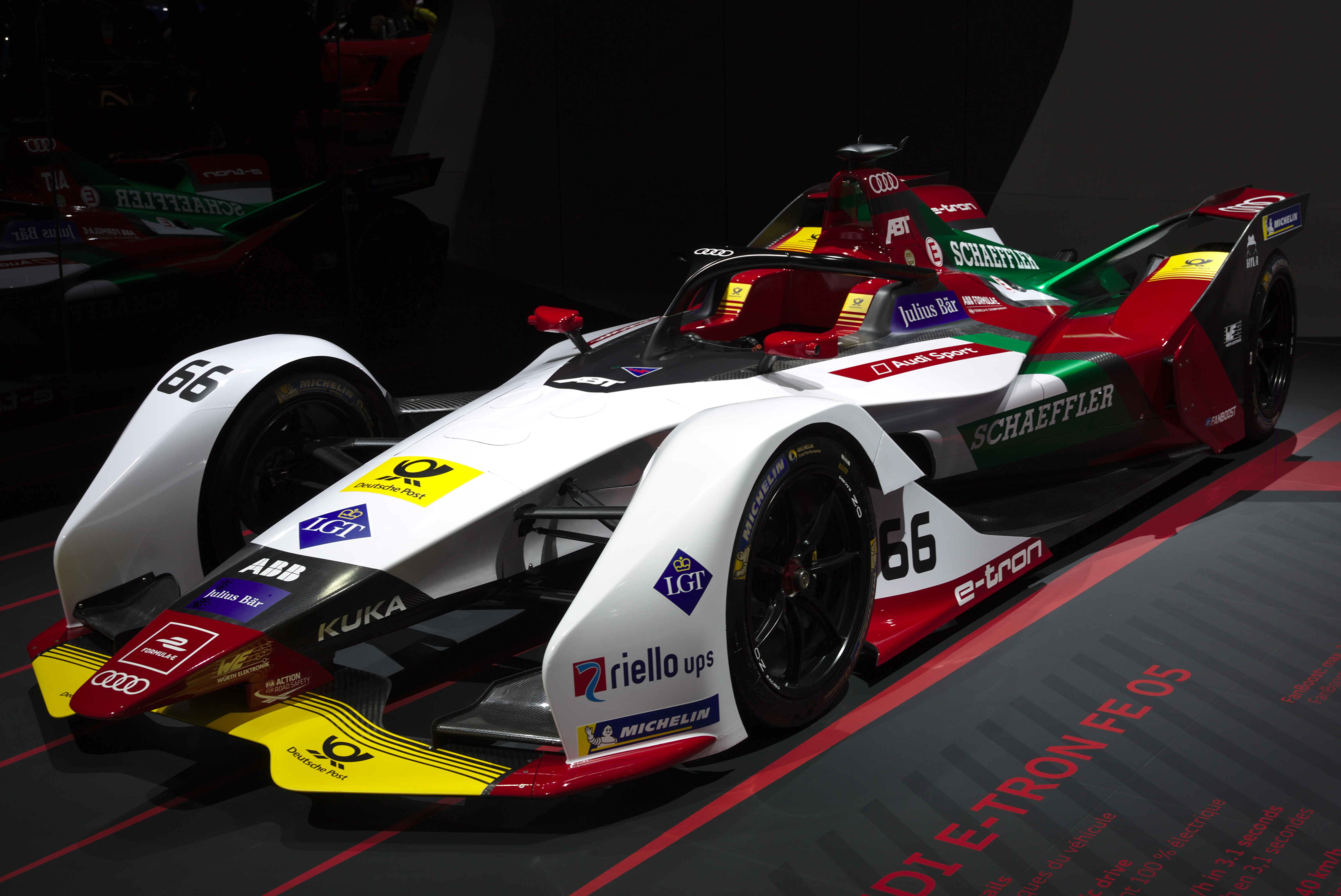
La ABT Schaeffler Audi Sport au salon de Genève 2018.